# Limenitis timehri
Limenitis timehri är en fjärilsart som beskrevs av Hall 1938. Limenitis timehri ingår i släktet Limenitis och familjen praktfjärilar. Inga underarter finns listade i Catalogue of Life.